# Paiute

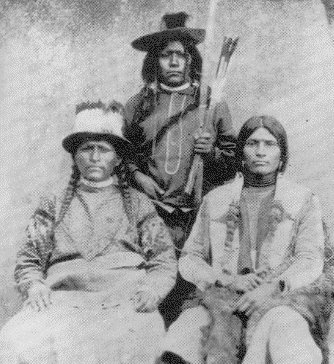
Eine Gruppe Paiute um 1880

Als Paiute oder Piute bezeichnet man drei regionale Dialektgruppen bzw. Stammesgruppen nordamerikanischer Ureinwohner im Kulturareal des Großen Beckens, die zwar jeweils Varianten der Numic-Sprachen der uto-aztekischen Sprachfamilie sprachen, historisch jedoch nie eine politische Einheit oder Stammesidentität entwickelten. „Paiute / Piute“ ist somit ein Sammelbegriff für folgende Gruppen, die sich wie die meisten indigenen Völker je nach Dialekt einfach als „Volk“ bzw. „die Menschen“ bezeichneten:
- Nördliche Paiute[1] oder Numa / Numu („Volk“, „die Menschen“), früher meist Paviotso (eine leicht abwertende Shoshone-Bezeichnung für Nördliche Paiute Bands in Nevada) oder als Snake Indians (Sammelbegriff für verbündete Nördliche Paiute, Nördliche Shoshone und Bannock) bezeichnet: im Nordosten Kaliforniens, Nordwesten Nevadas, Osten Oregons und Süden Idahos.

- Südliche Paiute oder Nuwuvi („Volk“, „die Menschen“): im Norden Arizonas, dem Südosten von Kalifornien, Süden Nevadas sowie Südwesten Utahs.

- Mono oder Monache / Monoache („Fliegen-Larven-Esser“, ein Lehnwort der feindlichen Yokuts, die hiermit jedoch die Kucadikadi Band der Nördlichen Paiute bezeichneten): beiderseits der Sierra Nevada im Grenzgebiet von Kalifornien und Nevada, untergliederten sich in zwei regionale Stammes- bzw. Dialektgruppen, wobei die Grenze die Sierra Nevada bildete; zu unterscheiden von der historisch irreführend als „Mono Lake Paiute/Paviotso“ oder „Western Mono“ bezeichneten Kucadikadi Band („Esser von Salzfliegenlarven“, abgel. von Kutsavi – „Salzfliegenlarve“ und Dika'a – „Esser“) der Nördlichen Paiute:
  - Owens Valley Paiute (Östliche Mono) oder Numa („Volk“, „die Menschen“): auf der Ostseite der Sierra Nevada im Owens Valley nahe dem Owens River.
  - Westliche Mono (Mono oder Monache) oder Nyyhmy / Nim („Volk“, „die Menschen“): auf der Westseite der Sierra Nevada im südlichen Vorgebirge nahe dem Mono Lake sowie im Mono Basin.

## Namensherkunft
Die Herkunft des Wortes „Paiute / Piute“ ist unklar, eine mögliche Interpretation ist die Bedeutung „die Wasser-Ute“ oder „die wahren Ute“. Das Wort „Paiute / Piute“ weist offensichtlich große Ähnlichkeit mit der Eigenbezeichnung der Bannock als Banakwut, Nimi Pan a'kwati oder Pannaitti auf, was als Wasservolk wiedergegeben wird. Die Paiute wurden von den Siedlern verächtlich Diggers genannt (wahrscheinlich, da sie im Boden mit einem Grabstock nach Wurzeln gruben), diese Bezeichnung wird heute als beleidigend von den Paiute zurückgewiesen.

## Soziale Organisation
Die „Paiute / Piute“ bildeten keine „Stämme“ im eigentlichen Sinn, sondern gliederten sich in mehrere Dutzend Bands (Gruppen), die sich in der Regel in Lokalgruppen (engl. local bands) unterteilten. Die Lokalgruppe wiederum bestand aus mehreren Großfamilien, so dass in einer Band fast jedes Mitglied mit den meisten, wenn nicht mit allen anderen verwandt war. Die Lokalgruppe war auf Grund ihrer Unterscheidbarkeit (anhand eigenem Gruppennamen klare Abgrenzung von anderen Gruppen), ihrer Kleinheit (überschaubare Mitgliederzahl, in der jeder jeden kennt), ihrer Homogenität (sehr große Übereinstimmung bei den Weltanschauungen der Mitglieder) sowie der Selbstversorgung (ökonomisch und sozial weitgehend autark) die soziale Basis und Identifikation für die einzelnen Mitglieder. Besonders im Winter oder zur Organisation einer Jagd, des Sammelns, der Verarbeitung und Haltbarmachung von Beeren und Wildpflanzen sowie aus kulturellen und religiösen Anlässen kamen Lokalgruppen zusammen. Kriegszüge wurden meistens von Lokalgruppen (seltener der ganzen Band) unternommen.
Meist bezeichneten die einzelnen Gruppen sich wie bereits erwähnt je nach Dialekt einfach als „Volk“ bzw. „die Menschen“; jedoch hatte jede Lokalgruppe (und Band) eine eigene Bezeichnung, um sich von benachbarten Gruppen abzugrenzen und ihrer Identität Ausdruck zu geben. Hierbei lassen sich wiederum große Unterschiede unter den „Paiute / Piute“ feststellen; während die Nördlichen Paiute (wie die Bannock und Shoshone) ihre Bands/Lokalgruppen nach den bevorzugten Nahrungsquellen benannten, bezeichneten die Südlichen Paiute und Mono ihre Bands/Lokalgruppen hingegen meist nach geographischen Besonderheiten, Jagdgebieten, Pflanzungen, Bergen oder Flüssen.
So wurden zwar anhand gemeinsamer Sprache, Kultur und Region die Bands bzw. Lokalgruppen allgemein entweder den Nördlichen Paiute, Südlichen Paiute oder Mono zugerechnet, diese entwickelten jedoch auf Grund der Umwelt und Kontakt mit benachbarten Völkern unterschiedliche Kulturen und bekämpften sich teilweise gegenseitig untereinander.
Heute leben noch etwa 5.000 „Paiute / Piute“ in verschiedenen Indianerreservaten.

## Sprache, Identität und Bezeichnungen

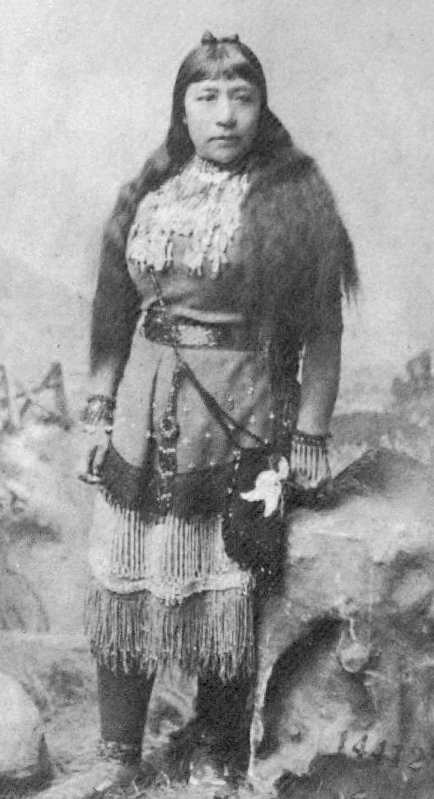
Sarah Winnemucca, paiutische Autorin

### Sprache
Alle heute allgemein als „Paiute / Piute“ bezeichneten drei Stammesgruppen (Nördliche Paiute, Mono und Südliche Paiute) sprachen (sprechen) zwar jeweils Varianten der Numic-Sprachen der Nördlichen uto-aztekischen Sprachen, die jedoch zwei unterschiedlichen Zweigen angehören – Westliches Numic (Nördliche Paiute, Bannock, Mono) und Südliches Numic (Südliche Paiute, Chemehuevi sowie Ute und Kawaiisu).
Obwohl die allgemein übliche Bezeichnung als Nördliche Paiute und Südliche Paiute eine besondere sprachliche und kulturelle Nähe der beiden Stammesgruppen untereinander vermuten lässt, gehören die Einzelsprachen bzw. Dialekte somit jeweils verschiedenen geographischen Dialektkontinua sowie unterschiedlichen Zweigen der Numic-Sprachen an. Durch große geographische Distanz und Übernahme von Lehnwörtern benachbarter nicht uto-aztekisch-sprachiger Völker (Yokuts, Klamath, Fluss-Yuma) seitens einzelner Gruppen der „Paiute / Piute“ waren auch die Sprachen/Dialekte nicht gegenseitig verständlich.
Das Nördliche Paiute ist ein Dialektkontinuum (mit zwei regionalen Dialekten und Subdialekten: Southern Northern Paiute bzw. Southern/Südlicher Nevada-Dialekt und Northern Northern Paiute – untergliedert in Northern/Nördlicher Nevada-Dialekt, Oregon-Dialekt und Bannock-Dialekt; gesprochen von Gruppen der Nördlichen Paiute und Bannock) und das Mono (Nim) (ebenfalls mit zwei regionalen Dialekten sowie Subdialekten: Western/Westliches Mono bzw. Monachi/Monache und Eastern/Östliches Mono bzw. Owens Valley Paiute; gesprochen von Westlichen Mono (Mono/Monache) und Östlichen Mono (Owens Valley Paiute)) bilden zusammen die Westlichen Numic-Sprachen (Westlichen Zweig); das Südliche Paiute hingegen ist eine regionale Dialektvariante des Colorado River Numic (Ute–Southern Paiute), eines Dialektkontinuums (mit drei regionalen Dialekten: Southern/Südlicher Paiute-Dialekt, Chemehuevi-Dialekt und Ute-Dialekt; gesprochen von Gruppen der Südlichen Paiute, Chemehuevi und Ute), das zusammen mit dem Kawaiisu (Tehachapi) (gesprochen von Gruppen der Kawaiisu) die Südlichen Numic-Sprachen (Südlichen Zweig) bildet.

### Identität
Die Nördlichen Paiute standen sprachlich den Bannock (ursprünglich eine Gruppe der Nördlichen Paiute) und den Mono sowie kulturell den Shoshoni (Zentrales Numic)-sprachigen Nördlichen und Westlichen Shoshone (mit denen sie oftmals zweisprachige Nördliche Paiute-Bannock-Shoshone Bands bildeten) näher; die Südlichen Paiute sprachlich den Chemehuevi (ursprünglich eine Gruppe der Südlichen Paiute), Ute und Kawaiisu sowie kulturell den Ute (mit denen sie oftmals zweisprachige Südliche Paiute-Ute Bands bildeten) und den nicht uto-aztekisch-sprachigen Klamath (mit denen sie gemeinsame Fang- und Jagdgründe teilten).
Die Bannock (Banate) (Nimi Pan a'kwati, Bana'kwut bzw. Banake Numu oder Panaiti – Wasser-Volk) – ursprünglich eine Nördliche Paiute Band – zogen auf die Snake River Plain in Idaho, schlossen sich dort den Nördlichen Shoshone an und bildeten oftmals zweisprachige Bannock-Nördliche Shoshone Bands, durch die Übernahme der Pferdekultur der Plains und des gemeinsam genutzten Territoriums assimilierten sich beide Völker gegenseitig, so dass diese kulturell beinahe identisch waren und oft als „Sho-Bans“ bezeichnet werden.
Die Chemehuevi (Nüwüwü – Volk, die Menschen) – ursprünglich eine Südliche Paiute Band – zogen Anfang des 19. Jhd. südwärts zum Colorado River und übernehmen viele Kulturtechniken der dortigen Fluss-Yuma – insbesondere der militärisch mächtigen Mohave.
Daher werden heute die Bannock und Chemehuevi als eigenständige Ethnien betrachtet und nicht zu den „Paiute / Piute“ gezählt.
Es war auf Grund der oftmals getätigten Mischehen im Grenzgebiet der einzelnen Gruppen der Nördlichen Paiute, Mono, Südlichen Paiute mit Ute, Shoshone, Yokuts und Klamath und des Entstehens von zweisprachigen Bands oder Lokalgruppen sowie der gegenseitigen Übernahme von Kulturtechniken für die Europäer nur schwer, die einzelnen Gruppen voneinander zu unterscheiden sowie diese korrekt zu bestimmen; somit wurden oft Sammelbegriffe verwendet (die oftmals nicht korrekt waren und heute noch irreführend sind).
Die Moanunts und Pahvant der Westlichen Ute gingen mit benachbarten Südlichen Paiute Bands oftmals Mischehen ein und übernahmen viele Paiute-Kulturtechniken, so dass sie oft als Pah-Ute oder Paiute-Ute bezeichnet wurden und heute als Ute-Paiute Bands betrachtet werden und sich selbst als Koosharem Band of Paiutes bzw. Kanosh Band of Paiutes des Paiute Indian Tribe of Utah (PITU) bezeichnen und als Südliche Paiute identifizieren. Die Cumumba, San Pitch, Sheberetch, Timpanogos und Uinta-Ats der Nördlichen Ute werden auf Grund vieler Ehen mit Westlichen Shoshone entweder als Ute-Westliche Shoshone Bands oder als ursprünglich Westliche Shoshone Bands betrachtet, ihre Nachfahren identifizieren sich heute als Shoshone und sind größtenteils Teil der Northwestern Band of the Shoshone Nation und zudem des Ute Indian Tribe.

### Bezeichnungen
Daher wurden (werden) gelegentlich auch auf Grund regionaler und teilweiser kultureller Ähnlichkeiten die benachbarten Zentrales Numic-sprachige Völker der Timbisha (Tümpisa Shoshoni) (Nümü Tümpisattsi – Death Valley Volk; wörtlich: Menschen vom Ort der roten Ockerfarbe; vormals Koso oder Panamint), Westlichen Shoshone (Newe – Volk, die Menschen), die Gosiute (Goshute) (Gutsipiuti, Kuttuhsippeh – Volk der trockenen Erde/Wüste, wörtlich: Staub, trockene Asche Volk; sprachlich eine Dialektgruppe der Westlichen Shoshone – jedoch als eigenständige Ethnie betrachtet) und die Nördlichen Shoshone (Neme / Nemme – Volk, die Menschen) sowie die Südliches Numic-sprachigen Völker der Kawaiisu (Nuwa – Volk, die Menschen; auch Tehachapi) und Westlichen Ute als „Paiute / Piute“ bezeichnet. Zudem wurden Nördliche Ute, östliche Gruppen der Nördlichen Paiute, Bannock, Comanche sowie die Timbisha (Tümpisa Shoshoni) (als: Northern Death Valley Shoshone) und Kawaiisu (als: Southern Death Valley Shoshone) oftmals als Shoshone bezeichnet.

## Nördliche Paiute

### Lebensweise
Die im Wüstenklima südlich des Mono Lake des östlichen Kalifornien, westlichen Nevada und südöstlichen Oregon beheimateten Nördlichen Paiute waren an die unwirtliche Umgebung angepasst. Die einzelnen Stämme oder Clans beanspruchten ein eigenes Territorium, in dessen Mittelpunkt sich in der Regel ein See oder eine andere Wasserquelle befand, die sie mit Fisch und Wasservögeln versorgte. Mit Treibjagden wurden Hasen und Gabelböcke aufgescheucht und erlegt. Im Südosten lebten die sprachlich eng verwandten Owens Valley Paiute, im Osten lebten die Nördlichen und Westlichen Shoshone (Eigenbez.: Newe – ‚Volk‘, sprich: ‚Nih-wih‘) und im Westen grenzten ihre Gebiete an die von Hokan und Penuti-Sprachigen Völkern wie den Miwok und Yokut an.
Die Nördlichen Paiute nannten sich selbst Numa oder Numu (‚das Volk‘), wurden früher jedoch auch als Paviotso bezeichnet. Paviotso ist eine leicht abschätzige Bezeichnung der Westlichen Shoshone für Nördliche Paiute, allerdings nur für Gruppen, die in Nevada lebten, so dass diese Bezeichnung zu eng ist.
Weitere Ethnonyme: Mono Pi-Utes, Oregon Snakes, Paiute, Paviotso, Py-utes
Die Nahrungsquellen waren zugleich die Bezeichnungen für die einzelnen Gruppen, beispielsweise wurde die um den Pyramid Lake siedelnde Gruppe als Cui Ui Ticutta (‚die Cui-Ui-Fisch-Esser‘, ein dort verbreiteter Saugkarpfen), bezeichnet. Weitere Beispiele sind die, um das Lovelock-Gebiet lebende, als Koop Ticutta (‚Erdhörnchen-Esser‘) bezeichnete Gruppe sowie die Toi Ticutta (‚Esser des Breitblättrigen Rohrkolbens‘).
Die Nördlichen Paiute standen kulturell den Westlichen Shoshone und Bannock näher als den Südlichen Paiute, zudem kam es zwischen diesen Gruppen oft zu Heiraten. Da manche Gruppen der Nördlichen Paiute mit den Westlichen Shoshone sowie Bannock gegen die Plateau und Plains-Stämme (Blackfoot, Lakota u. a.) verbündet waren und oft in gemeinsamen Jagd- und Kriegslagern anzutreffen waren, wurden sie von den Weißen zusammen oft als Snake Indians oder Snakes bezeichnet. Untereinander respektierten die einzelnen Gruppen meist die Rechte der anderen, so dass es unter den Nördlichen Paiute zu wenigen Auseinandersetzungen kam, jedoch war ihre Beziehung zu den kulturell und sprachlich stark von ihnen differierenden Washoe eher kritisch. Auch mit den sprachlich verwandten, im Yosemite-Tal lebenden und bei den benachbarten Stämmen (Miwok, Mono und anderen Paiute) respektierten und gefürchteten Ahwahnee (auch Ahwahneechee, Bewohner des Dorfes Ahwahnee) gab es oft kriegerische Auseinandersetzungen. Von den Nachbarstämmen wurden die Ahwahnee Yosemite (abgel. aus dem Miwok Yohhe'meti bzw. Yos.s.e'meti – ‚jene, die töten‘) genannt, besonders die Miwok, hatten unter den ständigen Kriegen mit den Ahwahnee zu leiden. Letztlich vernichteten Mono und Paiute Mitte der 1850er die Ahwahnee bis auf acht Krieger und einigen alten Frauen und Männern fast völlig. Die überlebenden jungen Frauen und Kinder wurden in die Sklaverei verschleppt und wuchsen als Mono und als Paiute auf, so dass die Ahwahnee heute meistens zu den Nördlichen Paiute gezählt werden.

### Geschichte

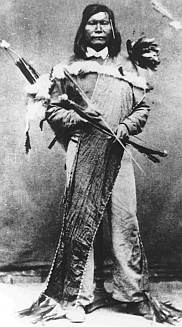
Numaga, Friedenshäuptling der Nördlichen Paiute während des Pyramid-Lake-Krieges sowie des Snake War

Erste Kontakte mit Europäern hatten die Nördlichen Paiute zu Beginn der 1840er Jahre. Wahrscheinlich gab es aber bereits 20 Jahre zuvor einzelne Begegnungen mit Einwanderern. Zu diesem Zeitpunkt war die Lebensweise kaum durch europäische Einflüsse verändert, allerdings kannten die Paiute bereits die Verwendung von Pferden. Mit zunehmender Besiedlung des Westens durch Siedler setzte ein Verdrängungsprozess ein, in dessen Zug es zu gewaltsamen Auseinandersetzungen kam, darunter der Pyramid-Lake-Krieg im Jahre 1860, der Snake War von 1868 und der Bannock-Krieg von 1878. Die verschiedenen Konflikte führten wiederholt zum Eingreifen der United States Army, dennoch starben deutlich mehr Paiute an den Folgen der von den Europäern eingeschleppten Krankheiten.

#### Geistertanzbewegung
Um 1870 entstand im Siedlungsgebiet der Paiute der Geistertanz, der nach der religiösen Überzeugung der Stämme das Verschwinden der weißen Siedler vorhersagte. Unter dem paiutischen Seher Wovoka erreichte die Geistertanzbewegung um 1890 alle Stämme der Plains und verstärkte sich hin zu dem Glauben, dass die Bisons und die getöteten Krieger wiederkehren und die Krieger der Stämme unverwundbar seien. Die zunehmende Angst vor dieser Bewegung gipfelte im Massaker bei Wounded Knee an den Lakota-Sioux, der den Widerstand der Indianer gegen die Verdrängung endgültig brach.

#### Reservationszeit
Das erste für die Nördlichen Paiute eingerichtete Reservat war die Malheur Reservation in Oregon. Dort sollten nach dem Willen der amerikanischen Regierung die verschiedenen Paiute zusammengeführt werden. Die Paiute ließen sich jedoch nicht zu einem Umzug bewegen, beziehungsweise verließen das Reservat aufgrund der schlechten Lebensbedingungen schnell wieder. Stattdessen versuchten sie ihre traditionelle Lebensweise zu bewahren oder gründeten kleine indianische Kolonien innerhalb von Weißen bewohnten Gebieten, bei denen sie nach Arbeit suchten. Später wurden größere Reservate in Pyramid Lake und Duck Valley eingerichtet, jedoch waren zu diesem Zeitpunkt die kleinen Siedlungen, auch durch den Zuzug von Shoshonen, bereits gefestigt und wurden im Rahmen des Indian Reorganization Act aus dem Jahr 1934 als unabhängige Stämme von der Regierung anerkannt. Weitere Nördliche Paiute-Reservate sind die Siedlungsräume des Fallon Paiute-Shoshone Tribe und der Confederated Tribes of Warm Springs Indians.

## Owens Valley Paiute

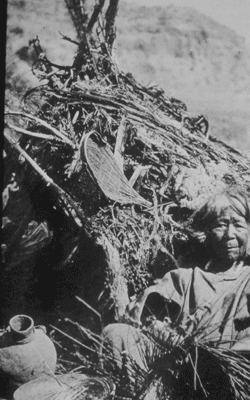
Frau der Owens Valley Paiute beim Korbflechten

Traditionell sowie in den meisten Fachbüchern werden bis heute die indigenen Bewohner des Owens Valley nahe dem Owens River auf der Ostseite der südlichen Sierra Nevada als Owens Valley Paiute allgemein den Paiute zugerechnet, während die auf der Westseite der Sierra Nevada lebenden Bands als Mono / Monache bezeichnet werden. Beide regionalen Stammesgruppen sprachen zwar jeweils voneinander stark abweichende Dialekte der Mono-Sprache (Nim), bildete jedoch zusammen ethnisch sowie sprachlich das Volk der Mono. Ihre gemeinsame Sprache bildet zusammen mit der Sprache der Nördlichen Paiute den Westlichen Zweig der Numic-Sprachen der Uto-aztekischen Sprachfamilie.

### Owens Valley Paiute (Östliche Mono)
Die Mono Bands im Owens Valley nahe dem Owens River im Grenzgebiet von Kalifornien und Nevada auf der Ostseite der südlichen Sierra Nevada
sprachen das heute stark gefährdete Owens Valley Paiute, den Östlichen Dialekt der Mono-Sprache (Nim), im Gegensatz zu ihren westlichen Verwandten betrieben sie intensiveren Ackerbau, konnten daher größere Gruppen ernähren und traten gegenüber benachbarten indianischen Stämmen aggressiver und feindseliger auf – zuletzt bekämpften sie auch die auf ihr Gebiet vordringenden Amerikaner. Sie bezeichnen sich selbst als Numa („das Volk“) oder als Nün‘wa Paya Hup Ca’a‘ Otuu’mu („Kojote's Kinder, die im Wassergraben leben“), da laut ihrer Überzeugung ihr mythologischer Ahne, Trickster Kojote war, und das Owens Valley von ihnen als „Wassergraben“ bezeichnet wurde. Heute sind sie jeweils Teil des Big Pine Paiute Tribe of the Owens Valley (Big Pine Band of Owens Valley Paiute Shoshone Indians), Bishop Paiute Tribe (vormals: Paiute-Shoshone Indians of the Bishop Community of the Bishop Colony), der Paiute-Shoshone Indians of the Lone Pine Community of the Lone Pine Reservation, der Bridgeport Indian Colony (BIC), der Fort Independence Indian Community of Paiute Indians sowie des Utu Utu Gwaitu Paiute Tribe of the Benton Paiute Reservation (Benton Paiute Tribe).

### Westliche Mono (Mono oder Monache)
Die Mono Bands auf der Westseite der Sierra Nevada im südlichen Vorgebirge nahe dem Mono Lake sowie im Mono Basin in einem schmalen Streifen Land in den heutigen Counties Madera, Fresno und Tulare sprachen (sprechen) das ebenfalls stark gefährdete Westliche Mono bzw. Mono Lake Paiute, den Westlichen Dialekt der Mono-Sprache (Nim), im Gegensatz zu ihren kriegerischen und intensiveren Ackerbau treibenden östlichen Nachbarn, lebten diese meist in kleineren Gruppen – oftmals sozio-politisch nicht in Bands, sondern daher in Lokalgruppen organisiert – von Fischfang, der Jagd und dem Sammeln und waren daher meist als typische Jäger und Sammler auf der Wanderschaft. Sie selbst bezeichneten sich als Nyyhmy bzw. Nim („das Volk“) oder als cawu h nyyhmy.
Die heutige Stammesbezeichnung als Mono / Monache bzw. Westliche Mono ist ein Lehnwort aus der Sprache der feindlichen Yokuts, die jedoch mit Monoache („Fliegen-Larven-Esser“) hiermit die rund um den Mono Lake lebenden Kutzadika'a / Kucadikadi („Esser von Salzfliegenlarven“, abgel. von Kutsavi – „Salzfliegenlarve“ und Dika'a – „Esser“) der Nördlichen Paiute bezeichneten. Da diese südlichste Gruppe der Nördlichen Paiute in historischen Quellen und bis heute auch einfach als Mono Lake Paiute bzw. Mono Lake Paviotso bezeichnet wird, werden beide Ethnien oftmals miteinander verwechselt oder sogar als ein und dieselbe betrachtet. Die Mono bezeichneten übrigens diese Nördlichen Paiute ebenfalls als kwicathyhka („Fliegenlarven-Esser“).
Heute leben Nachfahren der Westlichen Mono in der Big Sandy Rancheria of Mono Indians of California, Cold Springs Rancheria of Mono Indians of California, Northfork Rancheria of Mono Indians of California, Table Mountain Rancheria of California sowie als Teil des Tule River Indian Tribe of the Tule River Reservation (die Mehrheit Yokut, sowie einige Tubatulabal). Zudem leben Nachfahren in der North Fork Band of Mono sowie in der Dunlap Band of Mono Indians, die jedoch beide nicht auf Bundesstaatsebene als Stämme anerkannt sind.
Der ebenfalls staatlicherseits nicht anerkannte Mono Indian Tribe wird jedoch nur von Angehörigen der Kutzadika'a / Kucadikadi und Kawaiisu gebildet – hier sind keine Nachfahren der eigentlichen Mono zu finden. Heute leben jedoch die meisten Nachfahren der Kutzadika'a / Kucadikadi (Mono Lake Paiute) in Stämmen der Westlichen Mono.

## Südliche Paiute
Die Südlichen Paiute lebten in den Wüstenregionen, Plateaus, Bergen und Canyons entlang des westlichen Ufers des Colorado Rivers und in der Mojave-Wüste im Süden Utahs, Nevadas und Südosten Kaliforniens, einzig die Kwaiantikowkets (San Juan Band) lebte östlich des Colorado, sowie südlich des San Juan Rivers und nördlich des Little Colorado River im Norden von Arizona.
Sie selbst bezeichneten sich als Nuwuvi (‚das Volk‘) und wurden von den Spaniern Payuchi oder Yutas Cobardes (‚feige Ute‘) genannt, da sie im Gegensatz zu benachbarten Ute und Nördlichen Paiute meist friedlich gesinnt waren.

### Lebensweise
Jüngere Forschungen ergaben, dass die Südlichen Paiute früher als bislang vermutet Ackerbau betrieben. Ausgrabungen am Santa Clara River im südlichen Utah zeigten, dass er zur Bewässerung künstlich aufgestaut worden war. Die Mitglieder der Dominguez-Escalante-Expedition berichteten 1776 von Trockengestellen (tapestle) mit Mais und drei kleinen Feldern mit Bewässerungsgräben. Der Trapper Jedediah Smith kaufte 1826 Mais und Kürbisse von den Paiute und berichtete vom Anbau grüner Wassermelonen. 1849 beschrieben Missionare der Kirche Jesu Christi der Heiligen der Letzten Tage („Mormonen“) bei den Paiute Weizen, Bohnen, Sonnenblumen, Amarant und Sorghum sowie 1852 auf einer Reise Kartoffeln, Staubecken und großflächige Bewässerungskanäle.
Die Südliche Paiute handelten häufig mit den an der Küste lebenden Völkern. Ausgrabungen haben beispielsweise Handelsbeziehungen zwischen den Owens Valley Paiute mit den Chumash belegt. Zudem bestanden enge Handelsbeziehungen zwischen den Chemehuevi, den Tudinu der Südlichen Paiute sowie den Mohave und Serrano.

### Beziehung zu benachbarten Stämmen

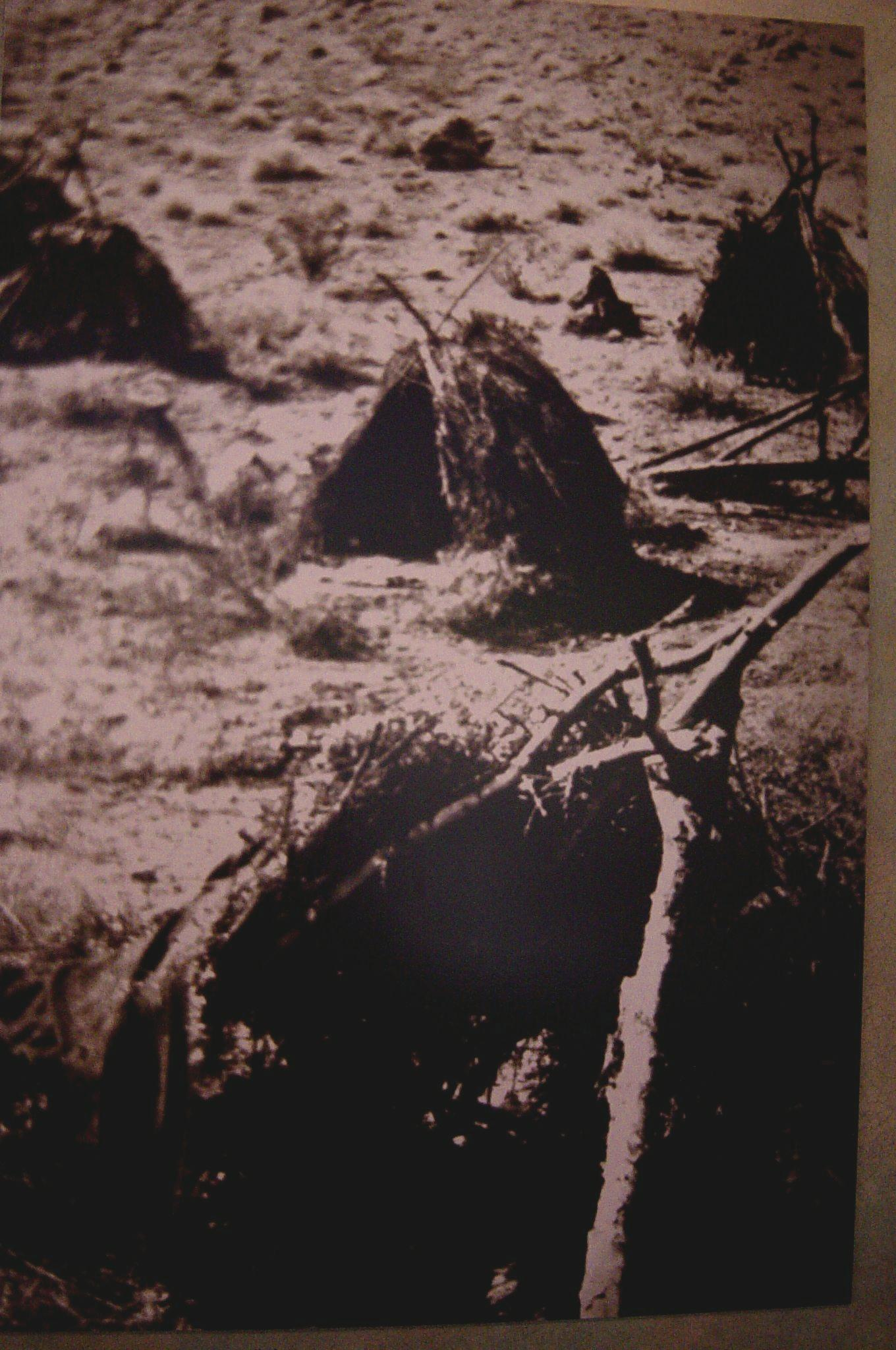
Hütten der Südlichen Paiute im späten 19. Jahrhundert

Die Südlichen Paiute waren wie bereits erwähnt meist friedlich und die Gruppen nördlich des Colorado River griffen nur im Verteidigungsfall zu den Waffen – mit Ausnahme der als Las Vegas Paiute bezeichneten Gruppen (Kwiengomats, Nuaguntits, Pegesits, Tudinu) und der Chemehuevi westlich des Colorado Rivers, die stark von den kriegerischen benachbarten Mohave und Hochland-Yuma (Yavapai, Walapai (Hualapai, früher: Yuma-Apache) und Havasupai) beeinflusst waren.
Im Norden und Nordosten grenzten ihre Stammesgebiete (teilweise mit Überlappungen) an die der aggressiven und kriegerischen Ute. Tatsächlich kam es oft zu Mischehen unter den benachbarten Südlichen Paiute und Pahvant- und Moanunts-Ute, so dass die Antarianunts (eine Ute-Bezeichnung), Beaver Band (Kwiumpats), Panguitch, Cedar Band (Ankappanukkicicimi und Kumoits) sowie die Escalante Band (Kaiparowits) von benachbarten Paiute als Ute bezeichnet wurden. Für die Cedar Band hingegen zählte die nördlich lebende Beaver Band (Kwiumpats) zu den feindlichen Pahvant-Ute, unter deren Sklavenjagden besonders die Kumoits zu leiden hatten.
Mehrere Gruppen der Südlichen Paiute (Moapa Valley bands, Shivwits, Uainuints und Pahranagats) bezichtigten die nordöstlich lebenden (und kulturell den Ute nahestehenden) Beaver Band (Kwiumpats), Panguitch, Cedar Band (Ankappanukkicicimi und Kumoits) sowie die Gunlock Band, ihre Kinder und Frauen zu rauben und als Sklaven zu verkaufen. Unter diesen Sklavenjagden hatten besonders die Shivwits zu leiden, jedoch wurden sie von den Moapa Valley bands ebenfalls der Sklavenjagd beschuldigt.
Zwar waren die Südlichen Paiute bereits vor Ankunft der Spanier im Jahre 1776 Opfer von Sklavenjagden der benachbarten Diné (Navajo), Ute sowie Apache, aber durch das Aufblühen eines großen Sklavenmarkts in New Mexico sowie im Norden Mexikos unter spanischer Herrschaft erhöhten sich die Sklavenjagden durch ihre indianischen Feinde erheblich. Besonders im Winter und Anfang Frühling wurden die ausgehungerten und geschwächten Südlichen Paiute von indianischen wie spanischen (später mexikanischen) Sklavenjägern überfallen und verschleppt. Oft waren Familien der Südlichen Paiute in Zeiten des Hungers gezwungen, ihre Kinder und Angehörigen an Sklavenjäger sowie auf den Sklavenmärkten zu verkaufen.
Meist herrschten jedoch unter den einzelnen Gruppen zwar Ressentiments gegenüber den anderen jedoch keine offene Feindschaft – man teilte sich sogar in Notzeiten die Ressourcen von benachbarten Territorien. Die Kwaiantikowkets (San Juan Band) hatten wegen ihrer geografischen Lage wenig Kontakt zu anderen Südlichen Paiute, waren jedoch mit den Havasupai befreundet und lebten in ständiger Furcht vor den mächtigen Diné (Navajo), von denen sie teilweise den Kleidungs- und Wohnstil sowie die Sprache übernahmen. Die Beziehung zwischen Südlichen Paiute und Ute war ambivalent – einerseits wurden Letztere als aggressive Sklavenjäger gefürchtet –, andererseits bewunderten die Kaivavwits (Kaibab Paiute) diese auf Grund ihrer Kultur (die Ute hatten den Bear Dance bei Kaivavwits eingeführt) sowie ihrer kriegerischen Macht.
Zu den Westlichen Shoshone im Norden und Nordwesten herrschte ein friedliches Auskommen – es gab Mischehen untereinander, Handelskontakte sowie Übernahme von Shoshone-Tänzen –, einige der Las Vegas Paiute bands (Kwiengomats, Nuaguntits, Pegesits, Tudinu) sprachen sogar teilweise Shoshone. Jedoch wurden die Nimikko?ici (‚Jene, die Menschen töten‘), höchstwahrscheinlich die Timbisha Shoshone (vormals Koso oder Panamint, auch Northern Death Valley Shoshone), als feindlich betrachtet. Die Moapa Valley Paiute bands (Ichuarumpats, Moapats, Nauwanatats, Pahranagats, Pintiats, Sauwontiatst und Utumpaiats), Shivwits sowie die Uainuints überquerten oft den Colorado River und bekämpften die Walapai.
Die Chemehuevi und Las Vegas Paiute unterhielten nicht nur freundschaftliche Kontakte zu den nördlich lebenden Westlichen Shoshone (mit Ausnahme der Timbisha Shoshone, vormals Koso/Panamint Shoshone), sondern auch mit den im Westen und Südwesten lebenden Kawaiisu (Eigenbez.: Nuooah (new-wa) – ‚das Volk‘), Serrano (span.: ‚Bergbewohner‘, Eigenbez.: Yuharetum – ‚Volk der Kiefern‘), Vanyume (Wanyuma, Beñemé, Desert Serrano), Cahuilla (Eigenbez.: Iviatim) und den Wüsten Yuma der Kumeyaay (Tipai – Südliche Diegueño und Ipai – Nördliche Diegueño). Von den direkt im Süden lebenden Colorado River Yuma oder Fluss Yuma (Mohave, Halchidhoma, Quechan) wurden die Chemehuevi (und zu einem geringeren Teil die Las Vegas Paiute) kulturell sowie sprachlich stark beeinflusst, so dass sie sich in vielen Gebräuchen (Bedeutung von Träumen, Gesänge, Art der Bewässerung, Kulturpflanzen, Wohnstil) von den anderen Südlichen Paiute unterschieden. Die Chemehuevi jagten im Territorium der Quechan und bekämpften diese selten. Mit den Mohave (Pipa Aha Makav – ‚Volk am Wasser‘) waren sie meist verbündet – jedoch gab es nicht selten kriegerische Auseinandersetzungen. Laut Überlieferung hatten die Las Vegas Paiute und Chemehuevi zusammen die Desert Mohave vernichtet und aus ihren Gebieten vertrieben, so dass die Chemehuevi diese dann übernehmen konnten und beide Gruppen eine eigenständige Identität entwickelten.
Durch Vermittlung der Quechan und Mohave hatten die Chemehuevi zudem Kontakte mit zu den Hochland Yuma zählenden Yavapai (Tolkepaya und Yavapé) sowie zu kalifornischen Stämmen bis hin zu den Küsten-Chumash. Chemehuevi jagten regelmäßig im Territorium der Yavapai sowie im westlichen Territorium der Walapai (Hualapai), handelten sowie heirateten mitunter unter den Yavapai.
Dies machte sie automatisch zu Feinden des von dem Maricopa (Eigenbez.: Piipaash) und Akimel O’Odham (Pima) dominierten losen Bündnisses der ebenfalls zu den Fluss-Yuma gehörenden Cocopa (Cocopah, Eigenbez.: Kwapa – ‚Fluss-Volk‘), Halchidhoma (auch Xalchidom, Eigenbez.: ‚Xalychidom Piipaash‘ oder ‚Xalychidom Piipaa‘), Kohuana (auch Coana, Kahwan, Cutganas), Halyikwamai (auch Halykwanis, Quicama), Kavelchadom (auch Kaveltcadoms, Opa oder Cocomaricopa) und mehrerer südlichkalifornischer Stammesgruppen. Manchmal unternahmen die Chemehuevi zusammen mit Mohave und Quechan gemeinsame Kriegszüge gegen Halchidhoma, Cocopah und das Pima-Maricopa-Bündnis. Diesen Unternehmungen schlossen sich sogar manchmal Tonto Apache der Westlichen Apache sowie Yavapai (Wipukepaya und Kwevkepaya) an, die untereinander durch gemeinsame Heiraten verwandt waren (und von Weißen allgemein als Tonto Apache oder Mohave Apache bezeichnet wurden), da sie jede Gelegenheit nutzten, die Pima-Maricopa zu berauben und zu bekriegen.

### Geschichte
1851 besetzten mormonische Siedler (Kirche Jesu Christi der Heiligen der Letzten Tage) die wichtigsten Wasserquellen der Südlichen Paiute, woraus sich eine Abhängigkeit seitens der Paiute ergab, da sie nun keinen freien Zugang mehr zu den für ihre Lebensweise so wichtigen Quellen hatten. Der immer größere Zustrom an weißen Siedlern sowie die Einführung der europäischen Landwirtschaft (besonders der großen Rinderherden) erschwerte es immer mehr Gruppen ihrer traditionellen Lebensart zu folgen. Trotz aller Schwierigkeiten waren die Beziehungen zwischen den Mormonen und den Südlichen Paiute größtenteils friedvoll (dank des diplomatischen Geschicks des mormonischen Missionars Jacob Hamblin) und die Präsenz der Mormonen beendete sogar den Sklavenhandel mit gefangenen Paiute durch benachbarte Stämme.
Eine Gruppe der Südlichen Paiute aus dem Gebiet südlich des Grand Canyon ließen sich innerhalb der Navajo Indian Reservation nieder. Erst im Jahr 1980 erhielten sie die Anerkennung als Stamm durch das Bureau of Indian Affairs.

## Gruppen der Nördlichen Paiute
- Aga'idökadö / Agai Ticutta („Cutthroat-Forelle-Esser“, heutiger Walker River Paiute Tribe)
- Pakwidökadö / Pugwi Ticutta („Döbel-Karpfen-Fisch-Esser“, heutiger Walker River Paiute Tribe)
- Atsakudöka tuviwarai / Atsakudokwa Tuviwa ga yu („Jene, die in den roten Tafelbergen wohnten“, auch Atsa-Kudok-Wa, lebten im Nordwesten Nevadas entlang der Oregon-Nevada-Grenze in den Santa Rosa Mountains nordwärts zu den Slumbering Hills, westwärts zu den Jackson Mountains, nordöstlich nach Disaster Peak und nach Osten wieder zu den Santa Rosa Mountains, der Quinn River war die wichtigste Wasser-Ressource, heute Teil der Fort McDermitt Paiute and Shoshone Tribes)
- A'waggoo Dukadu („Saugkarpfen-Esser“, lebten im Bridgeport Valley rund um die heutige Stadt Bridgeport in Kalifornien, daher oft als Bridgeport Paiute bezeichnet, heute Teil der Bridgeport Paiute Indian Colony of California)[13]
- Goyatöka (Klamath: Goy’a – „Flusskrebs“ + Nördliches Paiute: - Töka, Tuka, Duka'a, Dukadu – „Esser“ bzw. meist unter ihrem Klamath-Namen als Yahuskin / Yahooskin (entweder von Yahu-kni – „Volk von weit unten“ bzw. Y'ayn'a-kni – „Berg Volk“) bekannt; oft auch als Upper Sprague River Snakes oder gar Upper Sprague River Klamath bezeichnet, lebten an den Ufern des Goose, Silver, Warner und Harney Lake und entlang des Sprague River in Oregon, heute Teil der Klamath Tribes)
- Hunipuitöka („Hunipui-Wurzel-Esser“ bzw. meist unter ihrem Klamath-Namen als Walpapi („Volk nahe einem Ort im Bergland des Quellgebiets des Sprague River“) bekannt, lebten entlang des Deschutes River, Crooked River und John Day River in Zentral-Oregon, heute Teil des Burns Paiute Tribe of the Burns Paiute Indian Colony of Oregon, der Klamath Tribes sowie der Confederated Tribes of Warm Springs Indians)
- Kamodökadö / Kamu Ticutta („Hasen-Esser“, lebten nördlich von Pyramid Lake in der Smoke Creek und Granite Creek-Wüste (die zur Black Rock Desert gehören) in Nevada, heutiger Yerington Paiute Tribe of the Yerington Colony and Campbell Ranch)
- Kidütökadö / Gidu Ticutta („Gelbbauchmurmeltier-Esser“), auch Gidi'tikadii („Waldmurmeltier-Esser“) (auch als Northern California Paiute bezeichnet, lebten am Goose Lake, sowie im Surprise Valley im Norden Kaliforniens und im Warner Valley in Oregon, sowie im Tal entlang der östlichen Berge der Warner Range entlang der Oregon-Nevada-Grenze bis südwärts zum Long Valley und des Lower Lake, heutige Fort Bidwell Indian Community of the Fort Bidwell Reservation of California)
- Koa'aga'itöka („(in Fallen gefangene)-Lachs-Esser“, lebten in der Snake River Plain, heute Teil der Shoshone-Bannock Tribes of the Fort Hall Reservation)
- Koosi Pah Ticutta („Schlammiges-Wasser-Esser“, heutiger Paiute-Shoshone Tribe of the Fallon Reservation and Colony)[14]
- Küpadökadö / Koop Ticutta („„Erdhörnchen“-Esser“, lebten entlang des Ufers des Humboldt Lake, im Osten wurde ihr Gebiet durch die Shoshone begrenzt, inklusive der Pahsupp Mountains, Kamma Mountains und Majuba Mountains bis zum Humboldt River und Sink River, heutiger Lovelock Paiute Tribe of the Lovelock Indian Colony)
- Kuyuidökadö / Kooyooe Dukadu / Kooyooe Duka'a / Cui Yui Ticutta oder Cui-ui Dicutta („Cui-Ui-Fisch-Esser“, lebten entlang des Ufers des Pyramid Lake, heutiger Pyramid Lake Paiute Tribe)
- Makuhadökadö, auch Pauida tuviwarai (lebten in der Gegend von Battle Mountain und Unionville in Nevada, Teilen des Humboldt Valleys, sowie in den Wüstentälern Buena Vista Valley, Pleasant Valley, Buffalo Valley sowie in den Sonoma und East Mountains)
- Moadökadö / Moa Ticutta („Wilde-Zwiebeln-Esser“), auch Aga'ipañinadökadö / Agai Panina Ticutta („Binnenseefisch-Esser“, wörtlich „Summit Lake Fisch-Esser“ oder „Forellen – aus dem See – Esser“) (lebten am Summit Lake – von ihnen Agaipaninadi genannt – in Nevada und entlang der südlichen Grenze Idahos, östlich der Kidütökadö, heutiger Summit Lake Paiute Tribe of Nevada)
- Onabedukadu / Onabe Dukadu  / Ozav dika („Salz-Esser“ oder „Alkali-Esser“, auch als Soda Springs Valley Paiute oder Coleville Paiute bekannt, lebten in der Grenzregion von Kalifornien und Nevada von Coleville, Kalifornien, im Antelope Valley bis zur Monte Cristo Range und den Excelsior Mountains in Nevada, heute Teil der Bridgeport Paiute Indian Colony of California)
- Pogidukadu / Pogi Dukadu / Poo-zi Ticutta („Zwiebel-Esser“, heutiger Yerington Paiute Tribe of the Yerington Colony and Campbell Ranch sowie Bridgeport Paiute Indian Colony of California)
- Qui na taue Pha Numa („Volk im Big Smoke Valley“ lebten zwischen Toiyabe Range und Toquima Range in Nevada[15], heutiger Fort McDermitt Paiute and Shoshone Tribes of the Fort McDermitt Indian Reservation)
- Sawawaktödö („Wüsten-Beifuß-Esser“) / Sawakudökwa tuviwarai („Wüsten-Beifuß-Esser, die in den Bergen wohnen“) (lebten im Winnemucca-Gebiet, von den Osgood Mountains und den Sonoma Mountains im Osten bis zu den Jachson Mountains im Westen, von den Slumbering Hills und Santa Rosa Mountains im Norden bis nach Table Mountain im Süden, heutige Winnemucca Indian Colony of Nevada)
- Tagötöka / Taga Ticutta („Knollen-Esser“, wörtlich „Esser der Knollen/Wurzeln der Wüsten-Petersilie“, einer essbaren Pflanze, aus deren Pulver Kekse gebacken wurden, daher oft als biscuits roots bezeichnet, lebten entlang des Jordan River in Utah und Owyhee River in Oregon und Idaho, heute Teil der Shoshone-Paiute Tribes of the Duck Valley Reservation)
- Tasiget tuviwarai („Jene, die inmitten der Berge wohnen“, lebten im Winnemucca Valley, heutiger Pyramid Lake Paiute Tribe)
- Toedökadö / Toe Dukadu / Toe Tukadu / Toi Ticutta („Esser des Breitblättrigen Rohrkolbens“, lebten in der Carson-Senke, heutiger Paiute-Shoshone Tribe of the Fallon Reservation and Colony)
- Tövusidökadö / Taboosse Dukadu / Tobusi Ticutta („Pinienkern-Esser“, lebten in den Bergausläufern Nevadas, heutiger Yerington Paiute Tribe of the Yerington Colony and Campbell Ranch)
- Tsösö'ödö tuviwarai („Jene, die in der Kälte leben“, lebten in der Umgebung des Steens Mountain von Oregon)
- Wadadökadö / Wada Ticutta (Wada-Tika – „Wada-Wurzel- und Grassamen-Esser“, auch bekannt als Harney Valley Paiute, ihr Territorium umfasste einst ca. 52.500 Quadratmeilen und erstreckte sich rund um Malheur Lake, zwischen dem Kaskadengebirge in Zentral-Oregon und dem Payette Valley nördlich von Boise, Idaho, sowie von den südlichen Blue Mountain nahe der Quelle des Powder River, nördlich des John Day River, südwärts bis in die wüstenartigen Umgebung des Steens Mountain, heutiger Burns Paiute Tribe of the Burns Paiute Indian Colony of Oregon)
- Way Dukadu („Weidelgras-Esser“ oder „Lolch-Esser“, lebten im Bridgeport Valley in Kalifornien, daher als Bridgeport Paiute bezeichnet, heute Teil der Bridgeport Paiute Indian Colony of California)
- Yamosöpö tuviwarai / Yamosopu Tuviwa ga yu („Bewohner des Halbmond-Tals“, lebten im von ihnen als Halbmond-Tal bezeichneten Paradise Valley in Nevada sowie in den Santa Rosa Mountains und entlang des Little Humboldt River, sowie von der Oregon-Nevada-Grenze südwärts in die Osgoods Mountains, heute Teil der Fort McDermitt Paiute and Shoshone Tribes)
- Kutsavidökadö / Kutzadika'a (Kucadikadi, Kutsavidökadö, Ku Zabbi Ticutta, Koza'bittukut'teh, Kotsa'va – „Salzfliegenlarven-Esser“, abgel. von Kutsavi – „Fliegenlarve“ und Dika'a – „Esser“; südlichste Gruppe der Nördlichen Paiute, lebten im Gebiet des Mono Lake und wanderten bis zum Walker Lake in Nevada; da sie in historischen Quellen und bis heute auch als Mono Lake Paiute bzw. Mono Lake Paviotso bekannt sind, werden sie oftmals mit der nicht zu den Nördlichen Paiute zählenden Ethnie der Mono – insbesondere der Westlichen Mono – verwechselt, die Fremdbezeichnung als “Mono Lake Paiute” oder “Mono” ist ein Lehnwort und leitet sich von Monoache / Monachie („Fliegen-Larven-Esser“) her, der Bezeichnung der Yokut für die Kutzadika'a, heute meist Teil der größtenteils von Mono bewohnten Big Sandy Rancheria of Western Mono Indians of California, Cold Springs Rancheria of Mono Indians of California, Northfork Rancheria of Mono Indians of California, Table Mountain Rancheria of California und des Tule River Indian Tribe of the Tule River Reservation; zudem bilden sie zusammen mit den Kawaiisu den staatlicherseits nicht anerkannten Mono Indian Tribe.)
- Yapadökadö / Yapatikadu („Wilde Karotten-Esser“ bzw. „Indian Carrot Esser“[16], lebten entlang mehrerer Seen und dazugehörigen Basins im südlich-zentralen Oregon, einschließlich des Silver Lake, Lake Abert, Summer Lake und den Feuchtgebiete und Warner Lakes (Pelican Lake, Crump Lake, Hart Lake, Anderson Lake, Swamp Lake, Mugwump Lake, Flagstaff Lake, Upper Campbell Lake, Lower Campbell Lake, Turpin Lake, Stone Corral Lake und Bluejoint Lake) im Warner Valley, heute größtenteils Teil der Confederated Tribes of Warm Springs sowie als „Yahooskin (Yahuskin) Band of Northern Paiute Indians“ Teil der Klamath Tribes.)

## Gruppen der Südlichen Paiute
- Ankakkani'kacimi / Un-ka-ka'-ni-guts / Unka-kanig-its / Oaw'tuhus'eng („Volk an der gelben Mündungschlucht/Öffnung der Schlucht“ oder „Volk am Grund der roten Klippen“) (lebten im Long Valley im Süden von Utah.)
- Suh’dutsing („Lebensbaum (Cedar) Volk“), Ankappanukkicicimi / Unkapanukuints („Volk des roten Flusses“), im Englischen Cedar Band genannt (lebten nahe Cedar City im Cedar Valley entlang des gleichnamigen Flusses im Südwesten von Utah, teilten sich Stammesgebiete mit den Kumoits, nördlich lebten die Kwiumpats (Beaver Band), östlich die Panguitch, südöstlich die Kaivavwits (Kaibab), südwestlich die Gunlock Band sowie im Westen die Panaca, gehören heute als „Cedar Band of Paiutes“ zum Paiute Indian Tribe of Utah (PITU))[17]
- Yantarii (Paiute-Name), Antarianunts (Ute-Name, mit Endung auf unts) (eine gemischte zweisprachige „Südliche Paiute-Ute Band“, lebten östlich der Kaiparowits und streiften vom Escalante River ostwärts bis zum Colorado River und südwärts bis zu den Henry Mountains im Süden Utahs)[18]
- Gunlock Band (die südlich lebende George Band/Uainuints bezeichnete die Gunlock Band als Matooshats / Matissatï, die Gunlock Band jedoch fasste unter der Bezeichnung Matooshats/Matissatï nordwestlich von ihnen lebende Südliche Paiute Bands zusammen, der gängige englische Name bezieht sich auf das heutigen Gunlock im äußersten Südwesten von Utah, gehören heute zusammen mit Shivwits, Uainuints und Uinkarets als „Shivwits Band of Paiutes“ zum Paiute Indian Tribe of Utah (PITU))
- Ichuarumpats (‚Volk der Kaktus-Ebenen, d. h. der Wüste‘, lebten im Moapa Valley und teilten sich Stammesgebiete mit den Moapats im Südosten Nevadas, zählten 1873 noch 35 Stammesmitglieder, heute zur Moapa Band of Paiute Indians gehörend)[19]
- Kwee’choovunt („Gipfel Volk“), im Englischen Indian Peaks Band genannt (lebten ursprünglich zwischen den Panaca im Westen und den Kwiumpats (Beaver Band) im Osten, gehören heute zusammen mit den Ankappanukkicicimi (Cedar Band), Kwiumpats (Beaver Band) und Panaca als „Indian Peaks Band of Paiutes“ zum Paiute Indian Tribe of Utah (PTU))
- Kaiparowits („Gebirgheimat des Vokes“), Tuh'duvawduhts'eng („Volk des öden/wüsten Tals“), im Englischen Escalante Band genannt (lebten entlang des Escalante River sowie in der gleichnamigen Wüste sowie im Kaiparowits Plateau im Süden von Utah, wurden zusammen mit Panguitch, nördlichen Gruppen der Kaivavwits (Kaibab) sowie durch Mischehen mit diesen verwandten Moanunts-Ute, die bevorzugt um Fish Lake jagten und fischten und nahe dem heutigen Koosharem überwinterten, in die 1928 errichtete Koosharem Reservat umgesiedelt, heute gehören alle als „Koosharem Band of Paiutes“ zum Paiute Indian Tribe of Utah (PITU))
- Kawnaw'duhts'eng / Kaivaviching'w („Willow Mouth of Canyon People“), Kanaticimi („Kanab [Creek] Volk“)[20], meist jedoch Kaivavwits / Kaipapicicimi / Kaivavwits / Kaibabits / Kaivavituningwi („Mountain Lying Down People; d. h. Volk des Kaibab Plateau“, Fremdbezeichnung benachbarter Paiute Bands), im Englischen Kaibab genannt (leben heute noch im Arizona Strip im Kanab Plateau entlang des Kanab Creek und des Paria River sowie im östlich gelegenen Kaibab Plateau im Nordwesten Arizonas; in Arizona bilden die südlichen Gruppen den offiziell anerkannten Stamm der Kaibab Band of Paiute Indians, in Utah gehören die nördliche Gruppen heute als „Koosharem Band of Paiutes“ zum Paiute Indian Tribe of Utah (PITU))
- Kawnaw’os Band („Wasserkrug aus Weiden“), im Englischen Kanosh Band genannt (vermutlich benannt nach Kanosh, dem Häuptling der Pahvant-Ute, die zusammen mit Moanunts-Ute auf Grund von Mischehen mit Südlichen Paiute und Gosiute kulturell den benachbarten Kaivavwits (Kaibab), Kwiumpats (Beaver Band) und Gosiute ähnelten, nach Errichtung des Kanosh Reservats 1929 gehören heute die Pahvant-Ute und manche Gruppen der Kwiumpats (Beaver) als „Kanosh Band of Paiutes“ zum Paiute Indian Tribe of Utah (PITU))
- Paw goosawd’uhmpuhtseng („Wasserklee Volk“), im Englischen Koosharem (Paiute für: „Rotklee“) genannt (nach Einrichtung des Koosharem Reservats 1928, wurden dort Panguitch, nördliche Gruppen der Kaivavwits (Kaibab) und Kaiparowits sowie durch Mischehen mit diesen verwandte Moanunts-Ute, angesiedelt, eine Gruppe der Moanunts-Ute jagte und fischte bevorzugt um Fish Lake und überwinterte nahe dem heutigen Koosharem, heute gehören alle als „Koosharem Band of Paiutes“ zum Paiute Indian Tribe of Utah (PITU))[21]
- Kumoits (früher Piedes genannt, wurden oft Opfer von Sklavenjagden durch die im Osten lebenden Pahvant-Ute, lebten im Cedar Valley, Iron County, im Südwesten von Utah, teilten sich Stammesgebiete mit den Ankappanukkicicimi, heute meist einfach Cedar Paiutes genannt, gehören heute als Cedar Band of Paiutes zum Paiute Indian Tribe of Utah (PITU))
- Kwaiantikowkets (‚Volk das sich auf der gegenüberliegenden Seite befindet‘, d. h. südlich des San Juan Rivers im nördlichen Arizona, auch Toi'toippicimi / Tuyouipiningwi – ‚Volk entlang des Fels-Flusses, d. h. des San Juan River‘,[22] daher auch San Juan Band genannt, lebten südlich des San Juan und des Colorado Rivers und nördlich des Little Colorado Rivers, heutiger San Juan Southern Paiute Tribe of Arizona)
- Kwiengomats / Kiri-en'-go-mat (lebten nordwestlich von Las Vegas, ihr Gebiet grenzte an das der Shoshone sowie im Süden an das der Parumpats, siedelten 1873 nahe Indian Springs in Nevada, heutiger Las Vegas Paiute Tribe)
- Kwiumpats / Kwi?umpacíii, Kwiumpus, Quiumputs („Enziangewächs (Frasera speciosa) Volk“), im Englischen Beaver Band genannt (benannt nach einer essbaren Wüstenpflanze sowie ihrer Stammesgebiete entlang des Beaver River nahe Beaver, Utah, gehören heute zusammen mit der Indian Peaks Band, den Ankappanukkicicimi (Cedar Band) und Panaca als „Indian Peaks Band of Paiutes“ zum Paiute Indian Tribe of Utah (PTU), und zusammen mit den auf Grund Mischehen verwandten Pahvant-Ute als „Kanosh Band of Paiutes“ zum Paiute Indian Tribe of Utah (PITU))
- Moapats / Moapa / Muappacimi (‚Volk im Tal des Bohnen-Flusses‘ oder ‚Moapa Valley Volk‘ oder Mu'ti'cimi / Mudiningwi – ‚Volk entlang des Bohnen-Flusses‘ oder ‚Bohnen-Volk‘, da sie entlang des Muddy River (Mu'ti'nukkinti – ‚Bohnen-Fluss‘, daher vormals Moapa River) und im Moapa Valley im Südosten Nevadas sowie entlang des unteren Virgin River im südwestlichen Utah Bohnen pflanzten, farmten und jagten, oft als Muddy River Paiute bezeichnet, heutige Moapa Band of Paiute Indians)
- Nauwanatats (teilten sich Stammesgebiete mit den Moapats im Südosten Nevadas, heute zur Moapa Band of Paiute Indians gehörend)
- Nogwats / No-gv-ats (lebten einst nahe Potosi Mountain, Clark County, einem von sechs hohen Berggipfeln rund um Las Vegas, ca. 50 km südwestlich von Las Vegas in den Spring Mountains im Südosten Nevadas, zählten 1873 noch 56 Stammesmitglieder, teilten sich Stammesgebiete mit den Parumpats, heute zum Pahrump Paiute Tribe gehörend)
- Nuaguntits / Nipakanticimi / Nivaganiciningwi („Volk des schneebedeckten Berges, d. h. des Mount Charleston (offiziell: Charleston Peak“)), im Englischen Las Vegas Band genannt (benannt nach dem höchsten Gipfel der Spring Mountains, ca. 56 km nordwestlich von Las Vegas, sowie im östlich angrenzenden Las Vegas Valley im Süden Nevadas, heutiger Las Vegas Paiute Tribe)
- Panaca (Tsouwaraits und Matisabits, lebten entlang des Meadow Valley Wash, nahe der heutigen Mormonensiedlung Panaca und dem County Seat Pioche im Lincoln County im Osten Nevadas, manchmal auch als Meadow Valley Paiutes bezeichnet, gehören heute zusammen mit der Indian Peaks Band, den Ankappanukkicicimi (Cedar Band) und Kwiumpats (Beaver Band) als Indian Peaks Band of Paiutes zum Paiute Indian Tribe of Utah (PTU))[23]
- Panguitch / Paguits / Pakiucimi (‚Fisch-Volk‘, lebten rund um den fischreichen Panguitch Lake (pakiupa – ‚Wasser mit Fischen‘), Panguitch in Utah wurde nach ihnen benannt, hatten enge kulturelle sowie familiäre Bande zu den Pahvant- und Moanunts-Ute, wurden zusammen mit nördlichen Gruppen der Kaivavwits (Kaibab) und Kaiparowits sowie durch Mischehen mit diesen verwandten Moanunts-Ute, eine Gruppe der Moanunts-Ute (sog. Fish Utes) jagte und fischte bevorzugt um Fish Lake und überwinterte nahe dem heutigen Koosharem, in das 1928 errichtete Koosharem Reservat umgesiedelt, heute gehören alle als Koosharem Band of Paiutes zum Paiute Indian Tribe of Utah (PITU))[24]
- Pahranagats / Pahranigats / Parnigats / Pata?nikici (‚Jemand, der seinen Fuß ins Wasser hält‘, lebten im Pahrangat Valley sowie in der Pahroc-Bergkette im Südosten Nevadas, westlich der Panaca sowie nördlich der Moapats, teilten sich teilweise Stammesgebiete mit den Moapats, heute zur Moapa Band of Paiute Indians gehörend)
- Paroosits (lebten im Virgin River Valley, nannten den Virgin River patusa oder parusA, heute meist Virgin River Paiutes genannt)
- Parumpats / Pa-room-pats (jagten und pflanzten im Pahrump Valley und in den westlichen Spring Mountains und siedelten beim heutigen Pahrump im äußersten Süden Nevadas im Grenzgebiet zu Kalifornien, teilten sich mit verschiedenen südlichen Paiute das Moapa Valley im Süden Nevadas, heutiger Pahrump Paiute Tribe)
- Paspikaivats / Pa-spi-kai-vats (‚Volk, das in den Bergen entlang von Quellwasser lebt‘, lebten nahe dem heutigen Moccasin bei pacippikkaina (Moccasin Springs) sowie in den Moccasin Mountains im Grenzgebiet von Arizona und Utah, eventuell auch bis zum heutigen Toquerville, Washington County im Südwesten von Utah, 1873 zählten sie noch 40 Stammesmitglieder, heute zur Kaibab Band of Paiute Indians gehörend)
- Pegesits (lebten östlich der Parumpats im Red Rock Canyon, Mount Charleston sowie im Las Vegas Valley südwärts bis zum Hoover Dam, heutiger Las Vegas Paiute Tribe)[25]
- Pintiats (teilten sich Stammesgebiete mit den Moapats im Südosten Nevadas, heute zur Moapa Band of Paiute Indians gehörend)
- Sauwontiatst (teilten sich Stammesgebiete mit den Moapats im Südosten Nevadas, heute zur Moapa Band of Paiute Indians gehörend)
- See’veets eng („Weissliche Erde Volk“) bzw. Sübü'ts / Si-vints / Sipicimi („Volk im Osten“, „Östliches Volk“), im Englischen Shivwits / She-bits genannt (jagten und betrieben Ackerbau entlang des Santa Clara River und des Virgin River im Südwesten von Utah, gehören heute zusammen mit der Gunlock Band, Uainuints und Uinkarets als „Shivwits Band of Paiutes“ zum Paiute Indian Tribe of Utah (PITU))[26]
- Tudinu (‚Wüsten-Volk‘, lebten im Gebiet des heutigen Las Vegas, Nevada, auch als Las Vegas Paiute bezeichnet, heutiger Las Vegas Paiute Tribe)
- Uainuints / Uenuwunts (auch Tonaquints genannt, jagten und farmten von Hebron (Shoal Creek Fort) (heute eine Geisterstadt), Enterprise und Pinto südwärts entlang des Santa Clara River (auch Tonaquint River genannt) bis zu dessen Mündung in den Virgin River südlich von St. George im Südwesten von Utah, daher auch St. George Band genannt, gehören heute zusammen mit Shivwits, der Gunlock Band und Uinkarets als Shivwits Band of Paiutes zum Paiute Indian Tribe of Utah (PITU))
- Uinkarets / Uint-karits (nannten sich Yipinkatiticimi – ‚Volk vom Gelb-Kiefer-bewachsenen Gipfel, d. h. vom Mount Trumbull‘, den Mount Trumbull nannten sie Yipinkatiti – ‚Gelb-Kiefer-Spitze‘, streiften vom Virgin River im Norden bis zum Colorado River im Süden, teilten sich Gebiete mit den westlich lebenden Shivwits, gehören heute zusammen mit Shivwits, der Gunlock Band und Uainuints als Shivwits Band of Paiutes zum Paiute Indian Tribe of Utah (PITU))
- Utumpaiats / U-tum-pai-ats (lebten in der Nähe des heutigen Glendale, Clark County sowie im Moapa Valley im Südosten Nevadas, teilten sich hier Stammesgebiete mit den Moapats, heute zur Moapa Band of Paiute Indians gehörend)
- Chemehuevi / Camowév / Acimuev / Achiimuuév (Mohave-Bezeichnung: ‚Jene, die mit Fischen spielen‘,[27] nennen sich selbst Nüwüwü – ‚Das Volk‘, Singular: Nüwü, lebten südlich der allgemein als Las Vegas Paiutes bezeichneten Gruppen westlich des Colorador Rivers, kriegerischste und südlichste Gruppe der Südlichen Paiute, werden heute jedoch meist als eigenständige Gruppe angesehen, bezeichneten sich oftmals auch als Tantáwats, Tantivaitsiwi – ‚die Südlichen‘, manchmal auch als Tuumantcokowi – ‚Schwarzbärtige‘, heutiger Chemehuevi Indian Tribe und Twenty-Nine Palms Band of Mission Indians of California, sowie Teil der Colorado River Indian Tribes, der Morongo Band of Mission Indians, der Cabazon Band of Mission Indians, der Agua Caliente Band of Cahuilla Indians, der Torres Martinez Desert Cahuilla Indians sowie der Soboba Band of Luiseno Indians)
  - Howaits (auch Hokwaits, lebten in den Ivanpah Mountains, daher Ivanpah Mountain Group)
  - Kauyaichits (lebten in der Gegend von Ash Meadows, daher Ash Meadows Group)
  - Mokwats (lebten in den Kingston Mountains, daher Kingston Mountain Group)
  - Moviats (auch Movweats, lebten auf Cottonwood Island, daher Cottonwood Island Group)
  - Palonies (span. ‚die Kahlköpfigen‘, wanderten bis in die Gegend nördlich von Los Angeles)
  - Shivawach (eine Gruppe lebte in Twentynine Palms, eine zweite lebte im Chemehuevi Valley)
  - Tümplsagavatsits (auch Timpashauwagotsits, lebten in den Providence Mountains, daher Providence Mountain Group)
  - Yagats (lebten im Armagosa Valley und entlang des Armagosa River, daher Armagosa River Group)

## Berühmte Nördliche Paiute
- Weahwewa (auch: Wahveveh oder Wewawewa – „Wolfshund“, *?, †1866, älterer Halbbruder von Häuptling Paulina, war ein führender Häuptling unter den Nördlichen Paiute Bands in Zentral-Oregon und angrenzenden Idaho, das Territorium seiner Nördliche Paiute Band erstreckte sich über das Gebiet der heutigen Warm Springs Reservation, der Oregon High Desert bis zum Silver Lake, älterer Halbbruder von Häuptling Paulina, wurde von Wasco-Scouts am Steens Mountain oberhalb von Lake Henry getötet, Paulina konnte entkommen.)
- Wahweveh („Schwarzer Adler“, *?, † getötet August 1879, Bruder von Häuptling Paulina und Halbbruder von Häuptling Weahwewa („Wolfshund“), Häuptling der „Hunipuitöka (Walpapi) Band“ der Nördlichen Paiute, war einer der führenden Häuptlinge während des „Snake War (1864–1868)“ und rettete auf dem Schlachtfeld das Leben von Häuptling Egan während des „Bannock War von 1878“, oberster Anführer der verbündeten „Nördlichen Paiute“ und „Tukudeka or Mountain Sheepeaters Band“ der Shoshone während des „Sheepeater Indian War“ von 1879, wurde im August 1879 am South Fork Salmon River getötet.)
- Paulina (auch: Pahninee, * 13. November 1833, † erschossen 25. April 1867, bekanntester und führender Häuptling während des sog. „Snake War (1864–1868)“.)
- PHIEoito (Häuptling Old Winnemucca)
- Sarah Winnemucca
- Wovoka (Jack Wilson, Prophet, Schamane))
- Tenaya (Häuptling der Ahwahnee oder Ahwahneechee))
- Numaga (* 1830 – † 1871, auch bekannt als Young Winnemucca, führender Häuptling im sog. Paiute-Krieg von 1860 (auch als Pyramid-Lake-Krieg bekannt}
- Ochio
- Captain John (Shibana oder Poko Tucket =„Pferdeesser“, Häuptling der Mono und der um den Mono-Lake lebenden Paiute)
- Joaquin
- Tau-gu
- Egan (Pony Blanket, *?, †1878, bedeutender Kriegshäuptling im sog. „Snake War (1864–1868)“, übernahm nach der Tötung des Bannock-Häuptlings Buffalo Horn die alleinige Führung der verbündeten Nördlichen Paiute und Bannock Bands während des „Bannock War von 1878“, wurde durch Umatilla-Scouts 1878 getötet.)
- Johnson Sides